# Sepedon neili
Sepedon neili é uma espécie de mosca do pântano (insetos da família Sciomyzidae).